# Museo diffuso del Risorgimento

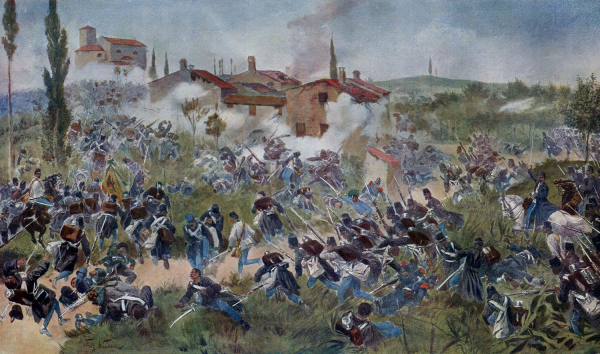
Battaglia di Custoza, 24 giugno 1866.

Il Museo diffuso del Risorgimento (MuDRi) si propone di valorizzare il patrimonio storico e paesistico legato al periodo storico di riferimento, interessato da tutte le campagne militari, condotte tra il 1848 e il 1866 dal Regno di Sardegna e dopo il 1861 dal Regno d'Italia.

## Fondazione
Il museo, nato nel giugno 2021, è frutto della collaborazione tra gli enti locali, associazioni e istituti che si occupano di storia del Risorgimento. Coordinatore nella fase costituiva del MuDRi è la Provincia di Mantova.

## Aree territoriali

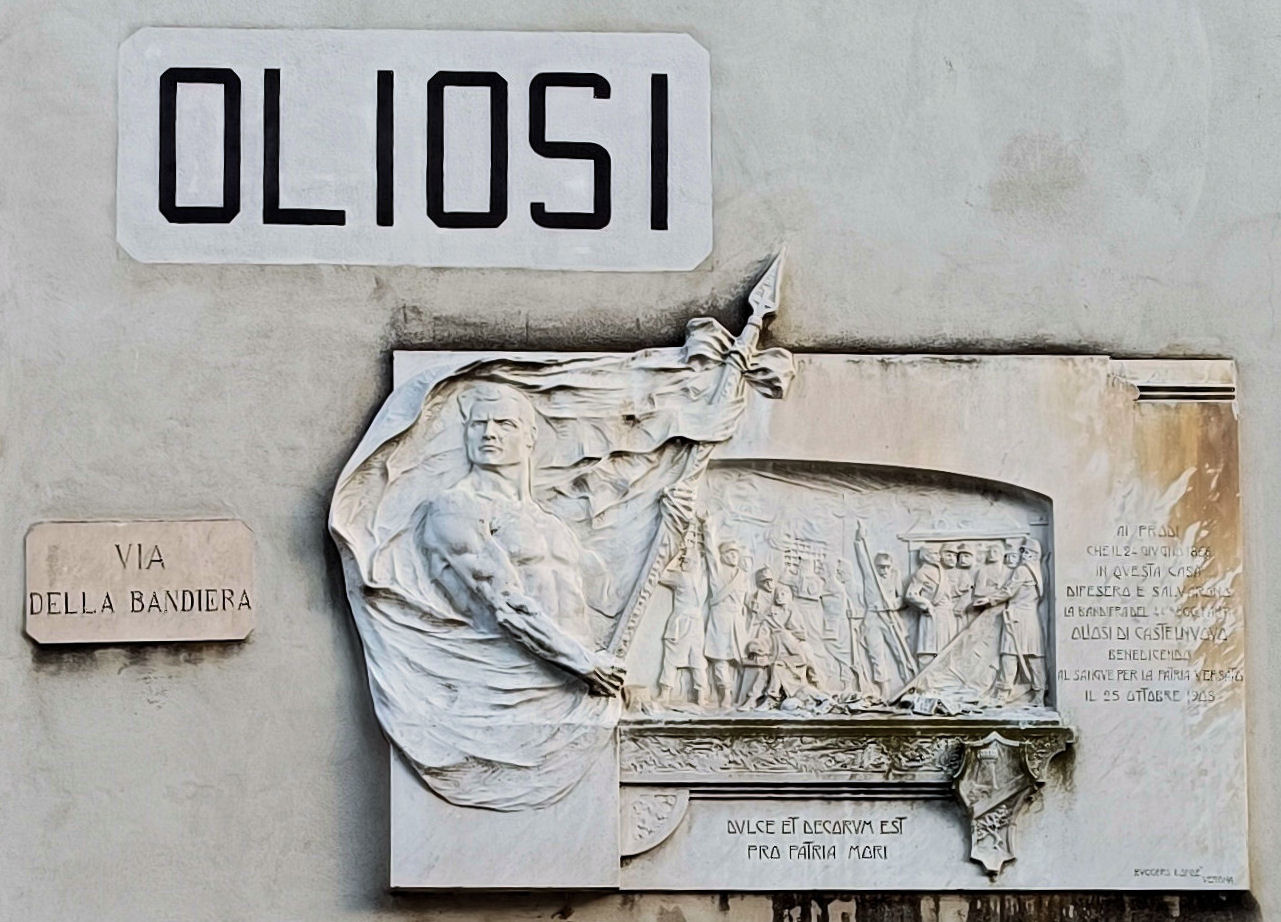
Oliosi, lapide risorgimentale.

Al progetto aderiscono comuni della Provincia di Mantova, Provincia di Brescia, Provincia di Verona e Provincia di Vicenza, nonché tredici associazioni che operano sui territori.
- Po Mantovano con i seguenti comuni:[3]

Bagnolo San Vito, Borgo Virgilio, Castel d'Ario, Roncoferraro, Sermide e Felonica, Viadana e Villimpenta.
- Alto Mincio con i seguenti comuni:[5][6]

Castelnuovo del Garda, Curtatone, Goito, Marmirolo, Pastrengo, Peschiera del Garda, Ponti sul Mincio, Rodigo, Roverbella, Sommacampagna, Sona, Valeggio sul Mincio, Villafranca di Verona e Volta Mantovana.
- Colli morenici con i seguenti comuni:[8][9]

Castel Goffredo, Castiglione delle Stiviere, Desenzano del Garda, Guidizzolo, Lonato del Garda, Medole, Montichiari, Pozzolengo e Solferino.
- Alta Pianura Padana
- Monte Baldo
- Valli Giudicarie
- Fiume Adige
- Monti Berici con i seguenti comuni:[10]

Vicenza
- Il Quadrilatero con i seguenti comuni:[11]

Legnago, Mantova, Peschiera del Garda.
- Oglio-Chiese con i seguenti comuni:[13]

Asola, Canneto sull'Oglio, Gazoldo degli Ippoliti e Piubega.

## Musei aderenti
- Museo del Risorgimento e della Resistenza di Vicenza.[14]
- Museo Risorgimento Oliosi di Oliosi, frazione di Castelnuovo del Garda.[15]
- Museo Nazionale di Storia Patria di Rezzato[16]